# مردها و عروسک‌ها
مردها و عروسک‌ها (انگلیسی: Guys and Dolls) فیلمی در ژانر موزیکال به کارگردانی جوزف ال. منکیه‌ویچ است که در سال ۱۹۵۵ منتشر شد.
این فیلم در سال ۱۹۵۵ برنده جایزه گلدن گلوب بهترین فیلم موزیکال یا کمدی شده‌است.

## بازیگران
- مارلون براندو
- جین سیمونز
- فرانک سیناترا
- رابرت کیت
- ویویان بلین
- شلدون لنرد
- رجیس تومی
- ارل هاجینز